# 南美豬鼻蛇屬
南美豬鼻蛇屬（學名：Lystrophis）是蛇亞目游蛇科下的一個蛇屬，主要包括三色南美豬鼻蛇。